# Irma, Lombardia
Irma là một đô thị thuộc tỉnh Brescia trong vùng Lombardia ở Ý. Đô thị này có diện tích 4 km², dân số năm 2001 là 139 người.
Đô thị này giáp với các đô thị sau: Bovegno, Marmentino.